# Glaucopsyche fascista
Glaucopsyche fascista är en fjärilsart som beskrevs av Turati 1928. Glaucopsyche fascista ingår i släktet Glaucopsyche och familjen juvelvingar. Inga underarter finns listade i Catalogue of Life.